# Melithaea erythraea
Melithaea erythraea is een zachte koraalsoort uit de familie Melithaeidae. De koraalsoort komt uit het geslacht Melithaea. Melithaea erythraea werd in 1834 voor het eerst wetenschappelijk beschreven door Ehrenberg. 